# Zwitserse referenda 1882

De referenda in Zwitserland in 1882 vonden plaats op 30 juli en 26 november 1882.

## Juli

### Referendum
Het eerste referendum van het jaar vond plaats op 30 juli 1882. Er lagen twee zaken ter stemming voor: enerzijds een herziening van de Zwitserse Grondwet over het auteursrecht en anderzijds een epidemiewet. Beide voorstellen werden echter afgekeurd.

### Resultaat
Auteursrechten
| Keuze                  | Aantal stemmen | %    | Kantons | Kantons | Kantons |
| Keuze                  | Aantal stemmen | %    | Volle   | Halve   | Totaal  |
| ---------------------- | -------------- | ---- | ------- | ------- | ------- |
| Voor                   | 141.616        | 47,5 | 7       | 1       | 7,5     |
| Tegen                  | 156.658        | 52,5 | 12      | 5       | 13,5    |
| Ongeldig/blanco        | –              | –    | –       | –       | –       |
| Totaal                 | 298.274        | 100  | 19      | 6       | 22      |
| Geregistreerde kiezers | 635.249        | –    | –       | –       | –       |

Epidemiewet
| Keuze                  | Aantal stemmen | %    |
| ---------------------- | -------------- | ---- |
| Voor                   | 68.027         | 21,1 |
| Tegen                  | 254.340        | 78,9 |
| Ongeldig/blanco        | –              | –    |
| Totaal                 | 322.367        | 100  |
| Geregistreerde kiezers | 635.249        | –    |

## November

### Referendum
Het tweede referendum vond plaats op 26 november 1882 en had als voorwerp de uitvoering van artikel 27 van de Zwitserse Grondwet. Ook dit voorstel werd door de bevolking weggestemd.

### Resultaat
| Keuze                  | Aantal stemmen | %    |
| ---------------------- | -------------- | ---- |
| Voor                   | 172.010        | 35,1 |
| Tegen                  | 318.139        | 64,9 |
| Ongeldig/blanco        | 4.829          | –    |
| Totaal                 | 490.149        | 100  |
| Geregistreerde kiezers | 648.000        | –    |